# Pointe aux Sables Mates
El Pointe-aux-Sables Mates Club, conocido como PAS Mates, es un equipo de fútbol de Mauricio que milita en la Segunda División de las islas Mauricio, la segunda liga de fútbol más importante del país.

## Historia
Fue fundado en el año 1983 en la ciudad de Rose-Hill y han estado en la Primera División de las islas Mauricio, la primera temporada fue la de 2005/06 luego de ganar el ascenso de la segunda división. Nunca han ganado el título de la máxima categoría, y han sido finalistas del torneo de copa en 3 ocasiones, todas perdidas.
A nivel internacional han participado en un torneo continental, la Copa Confederación de la CAF 2006, en la cual fueron eliminados en la ronda preliminar por el ZESCO United de Zambia.

## Palmarés
- Segunda División de las islas Mauricio: 1

2004/05
- Copa de Mauricio: 0
  - Finalista: 2

2005, 2010
- Copa de la República de Mauricio: 0
  - Finalista: 1

2006

## Participación en competiciones de la CAF
| Temporada | Torneo                       | Ronda      | Club         | Casa | Visita | Global |
| --------- | ---------------------------- | ---------- | ------------ | ---- | ------ | ------ |
| 2006      | Copa Confederación de la CAF | Preliminar | ZESCO United | 0-1  | 0-3    | 0-4    |